# Porphyrinia albida
Porphyrinia albida là một loài bướm đêm trong họ Noctuidae.